# 阳头升乡
阳头升乡，是中华人民共和国山西省临汾市隰县下辖的一个乡镇级行政单位。

## 行政区划
阳头升乡下辖以下地区：
阳头升村、刁家峪村、贺家峪村、千通村、宋家河村、吾支金村、西故乡村、后墕村、竹干村、居子村、岢岚金村、下崖底村、王家沟村和罗正堡村。